# Koninklijke Racing Club Genk
Il Koninklijke Racing Club Genk, noto come Racing Genk o semplicemente Genk, è una società calcistica belga con sede nella città di Genk. Gioca nella Pro League, la massima serie del campionato belga, dalla stagione 1996-1997.
È nato dalla fusione tra il Waterschei Thor e il K.F.C. Winterslag, avvenuta nel 1988. Ha una delle tifoserie più appassionate del Belgio, con circa 17 500 abbonati ogni anno e lo stadio, la Luminus Arena, quasi sempre tutto esaurito.
A partire dagli anni '90 il Genk si è affermato come una delle squadre belghe di maggiore successo, aggiudicandosi 4 campionati belga, 5 Coppe e 2 Supercoppe del Belgio. A livello internazionale ha partecipato per tre volte alla fase a gruppi della Champions League, nel 2002-2003, nel 2011-2012 e nel 2019-2020.

## Storia

### Il K.F.C. Winterslag
Il K.F.C. Winterslag viene fondato nel 1923 a Genk, precisamente nella zona di Winterslag, e adotta come colori sociali il rosso e il nero. La prima partecipazione della squadra alla massima divisione belga risale alla stagione 1974-1975, ma termina con la retrocessione.
Il Winterslag torna a disputare il massimo campionato nella stagione 1976-1977 e, dopo essere finito spesso a metà classifica negli anni precedenti, il club ottiene nella stagione 1980-1981 il suo miglior piazzamento di sempre, un quinto posto. Questo risultato consente alla compagine belga di partecipare alla Coppa UEFA 1981-1982: in questa competizione i rosso-neri eliminano anche l'Arsenal nei sedicesimi, ma vengono eliminati dal Dundee United negli ottavi.
Solamente un anno dopo, però, il Winterslag retrocede: questa è anche l'ultima stagione nel massimo campionato belga per il club. Negli anni successivi, infatti, il Winterslag va più volte vicino al ritorno in massima serie, senza però riuscirvi. La promozione viene raggiunta solo al termine della stagione 1987-1988, ma in estate il club si unisce con i concittadini e rivali del Waterschei Thor per dare vita al Genk, a cui cede il titolo sportivo.

### Il Waterschei Thor
Il Waterschei Thor viene fondato nel 1919 a Genk, nella zona di Waterschei. La squadra gioca per la prima volta in massima divisione belga nella Division I 1954-1955, e nello stesso anno disputa anche per la prima volta la finale della Coppa del Belgio, pur uscendone sconfitto.
Dopo circa due decenni passati principalmente tra la prima e la seconda divisione, il Waterschei conquista nel 1980 la prima Coppa nazionale, e bissa il successo nel 1982. La partecipazione alla Coppa delle Coppe 1982-1983 è sicuramente da ricordare: la squadra raggiunge le semifinali della manifestazione, venendo eliminata solo dai futuri campioni dell'Aberdeen.
Tre anni dopo, però, il Waterschei retrocede in seconda divisione, al termine della stagione 1985-1986. Rimane in questa categoria fino al 1988, anno della fusione con il Winterslag.

### Il KRC Genk
Il Koninklijke Racing Club Genk nasce nell'estate del 1988, e adotta come colori sociali il blu e il bianco; esordisce in massima divisione nel suo primo anno di vita, nella Division I 1988-1989, ma si classifica ultimo e viene retrocesso. Dopo un solo anno trascorso nel campionato cadetto il club ritorna al livello superiore; le successive tre stagioni sono però terminate sempre poco al di sopra della zona retrocessione, evento che arriva nuovamente al termine del campionato 1993-1994. Il Genk gioca nei successivi due campionati nella seconda divisione belga.
La squadra torna a giocare in massima divisione nella Division I 1996-1997; un anno dopo il Genk conquista il suo primo trofeo, la Coppa del Belgio, ottenuto battendo in finale il Club Brugge per 4-0. I belgi partecipano così alla Coppa delle Coppe 1998-1999, ma vengono eliminati agli ottavi dal Maiorca poi finalista, in quella che sarà l'ultima edizione del trofeo; sempre in quell'anno, comunque, la squadra può festeggiare il primo titolo belga. Il Genk partecipa poi alla Champions League 1999-2000, ma il cammino nella manifestazione è breve: i belgi vengono eliminati dal Maribor nel secondo turno preliminare. Ad ogni modo la stagione si conclude positivamente, con la vittoria della seconda coppa nazionale. Sempre in quella stagione, il 7 agosto 1999, il Genk, pareggiando per 6-6 contro il Westerlo, stabilisce un primato: è il pareggio con più gol nella storia dei campionati di massima divisione di tutto il mondo (il record sarà eguagliato in Scozia nel 2010).
Il Genk vince il secondo campionato nella stagione 2001-2002, e partecipa nuovamente alla Champions League; in questa occasione la compagine belga riesce a qualificarsi per la fase a gruppi della manifestazione, dopo aver eliminato lo Sparta Praga nel terzo turno preliminare. Il club si trova inserito in un gruppo comprendente anche Real Madrid, Roma e AEK Atene e si classifica quarto, pur con un bilancio onorevole per un'esordiente: quattro pareggi e due sconfitte.
Negli anni immediatamente successivi il Genk non riesce a ripetere i successi ottenuti intorno all'inizio degli anni 2000; chiude tuttavia la stagione 2006-2007 con il secondo posto alle spalle dell'Anderlecht. Questo risultato vale la qualificazione alla Champions League 2007-2008, ma i belgi non riescono a qualificarsi alla fase a gruppi, venendo fermati dal Sarajevo nel secondo turno preliminare: dopo aver perso in casa la partita di andata per 2-1, la squadra belga vince il ritorno a Sarajevo per 1-0, ma questo, in base alla regola dei gol fuori casa, non è sufficiente per proseguire.
La stagione 2008-2009 vede il Genk lottare per il primo posto nel girone d'andata. Nel girone di ritorno la squadra accusa invece una flessione, che la porta a metà classifica. L'allenatore Ronny Van Geneugden viene esonerato, e al suo posto viene chiamato ad interim Pierre Denier, già allenatore in seconda. Sotto la sua guida il rendimento della squadra migliora, ma un piazzamento per le coppe europee sembra impossibile. Tuttavia il Genk ha accesso alla finale della coppa nazionale, nella quale si trova di fronte il Mechelen. Il Genk vince l'incontro 2-0, e si aggiudica così il trofeo per la terza volta nella sua storia; questa vittoria garantisce inoltre alla squadra la partecipazione alla UEFA Europa League 2009-2010, dove tuttavia viene eliminata ai play-off dal Lilla.
Per la stagione 2009-2010 la dirigenza ingaggia l'ex allenatore del Kortrijk Hein Vanhaezebrouck, ma a causa di un inizio di stagione totalmente fallimentare, che vede il Racing Genk sprofondare quasi in zona retrocessione, la società decide di licenziare Van Haezebrouck e di sostituirlo con l'ex allenatore dell'Anderlecht e della Nazionale Belga, Franky Vercauteren. Il Genk conclude questa stagione all'undicesimo posto, ma si qualifica ugualmente per l'Europa League vincendo il test match contro il Sint-Truiden.
Nella stagione 2010-2011 il Genk conclude la regular season un solo punto dietro l'Anderlecht. Si va ai play-off, dove giocano, oltre al Genk e all'Anderlecht, anche il Gent, il Club Brugge, il Lokeren e lo Standard Liegi. Nella fase finale il Genk vince sei partite su dieci, ne pareggia una e ne perde tre, finendo a pari punti con lo Standard Liegi; il titolo va tuttavia al Genk, a causa degli arrotondamenti effettuati nel punteggio di ingresso al turno finale. La squadra torna così a vincere il campionato a nove anni di distanza dal successo precedente.
La stagione 2011-2012 inizia con la conquista della prima Supercoppa del Belgio, vinta 1-0 contro lo Standard Liegi. Il Genk elimina poi il Partizan Belgrado nel preliminare della Champions League 2011-2012, e si appresta poi ad affrontare il Maccabi Haifa. Nella partita di andata in Israele il Genk perde 2-1; poco prima del match di ritorno però, Vercauteren annuncia di aver firmato un contratto con l'Al Jazira, club degli Emirati Arabi Uniti. La squadra viene affidata temporaneamente a Pierre Denier, allenatore in seconda, e il Genk vince con identico punteggio contro gli israeliani al termine dei 90' regolamentari. Questo rende necessario il ricorso ai tempi supplementari, e qui la pressione è alle stelle: le due squadre si affrontano a viso aperto, ma nessuna riesce a segnare il gol decisivo. A questo punto si va ai calci di rigore, e il Racing Genk si dimostra infallibile dal dischetto, vincendo 4-1. La squadra belga si qualifica quindi al tabellone principale della Champions League, ma termina ultima in un girone comprendente anche Chelsea, Bayer Leverkusen e Valencia dopo aver conquistato tre punti, frutto di altrettanti pareggi nelle gare interne. Intanto Mario Been è diventato l'allenatore della squadra, e in campionato arriva un terzo posto finale.
Nella stagione 2012-2013 il Genk partecipa all'Europa League, dove viene eliminato ai sedicesimi dallo Stoccarda; al termine della stagione arrivano il quinto posto finale e la quarta Coppa nazionale.
Nella stagione 2013-2014 vincerà nuovamente il proprio girone di Europa League, questa volta composto da Rapid Vienna, Dinamo Kiev e Thun, prima di subire una sorprendente eliminazione da un derelitto Anzhi, ultimissimo nel campionato russo. In campionato arriverà soltanto un sesto posto finale, insufficiente per qualificarsi per l'Europa.
La stagione dopo sarà ancora più deludente, la squadra arriva settima in campionato, fuori pure dai playoff scudetto, e poi viene subito eliminato nel girone di qualificazione all'Europa League, arrivando secondo per differenza reti dietro il Mechelen.
La stagione 2015-2016 sarà migliore: la squadra arriva quarta in campionato, qualificandosi allo spareggio contro il Charleroi: perde l'andata per 2-0 in trasferta, ma al ritorno vince 5-1 qualificandosi dunque in Europa League dopo 2 anni di assenza.
Prende parte alle qualificazioni di UEFA Europa League 2016-2017, dove rischia già al 2º turno contro i montenegrini del Budućnost, risolvendo la pratica solo ai tiri di rigore. Dopodiché i belgi si liberano senza grossi problemi di Cork City e Lokomotiva Zagabria. Vengono poi inseriti in un girone con Athletic Bilbao, Sassuolo e Rapid Vienna, girone che chiudono al primo posto con 12 punti (4 vinte e 2 perse). Nella fase ad eliminazione diretta eliminano i rumeni dell'Astra Giurgiu e poi i rivali belgi del Gent; giungono così ai quarti di finale, ma vengono fermati dal Celta Vigo, che vince per 3-2 in casa per poi fermare sul pareggio i belgi in casa loro. Le cose, invece, non vanno benissimo in campionato: la squadra conclude all'ottavo posto: stravince il girone di qualificazione per l'Europa League, dopodiché sconfigge in semifinale il Sint Truiden, tuttavia perde la finale contro l'Oostende.
Nell'annata successiva il Racing arriva quinto, qualificandosi allo spareggio per l'Europa League: vince quest'ultimo contro lo Zulte Waregem, e si qualifica alla manifestazione.
Prende parte alle qualificazioni di UEFA Europa League 2018-2019, dove elimina al 2º turno i lussemburghesi del Fola Esch, al 3º turno i polacchi del Lech Poznań e poi i danesi del Brøndby con due vittorie: 5-2 e 4-2 in Danimarca. Vengono così inseriti nel girone I con Beşiktaş, Sarpsborg e Malmö FF, gruppo chiuso al primo posto con 11 punti. Tuttavia, nei sedicesimi di finale, dopo un pareggio senza reti ottenuto sul campo dello Slavia Praga, il club viene sconfitto per 4-1 in Belgio. Il campionato si rivelerà una marcia trionfale dall'inizio alla fine: il quarto titolo arriverà con una giornata d'anticipo, grazie al pareggio in casa dell'Anderlecht e al contemporaneo KO dei rivali del Club Brugge contro lo Standard Liegi. La stagione successiva vede il loro ritorno in Champions League in un gruppo comprendente Liverpool, Napoli e Red Bull Salisburgo. Nella prima giornata della fase a girone i belgi soffrono una tremenda batosta da parte del Salisburgo, perdendo 6-2 in Austria; tuttavia, nella giornata seguente, il club riesce a bloccare il Napoli in uno 0-0 casalingo. In seguito, esclusa la sconfitta per 2-1 sul campo dei campioni in carica del torneo, il club incappa in tre batoste, subendo 4 gol a partita (due volte sconfitto internamente per 4-1) e concludendo il gruppo all’ultimo posto con un solo punto conquistato.

## Colori e simboli

### Colori
I colori della maglia del Genk, così come quelli dei pantaloncini e dei calzettoni sono il blu, che è il principale, e il bianco; per questo motivo uno dei soprannomi dei giocatori è Puffi.

### Simboli ufficiali

#### Stemma
Il simbolo del Genk è composto da uno scudetto a strisce verticali in due tonalità di blu con in basso la scritta "KRC GENK", circondato da una "G" bianca.

## Strutture

### Stadio

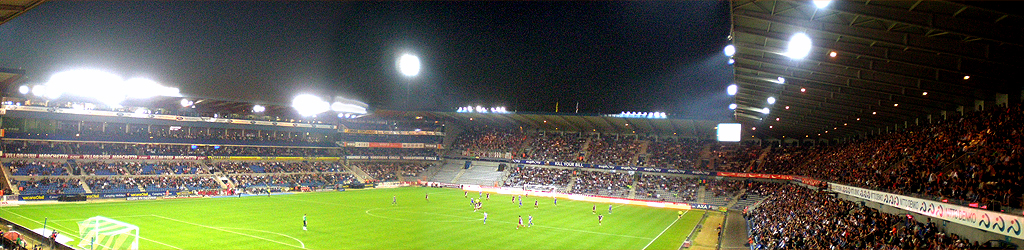
Veduta interna della Luminus Arena.

Dal 1990 il club disputa le proprie gare interne nella Luminus Arena, che sorge a Genk e che può ospitare 24.956 spettatori.
Nella sua storia è stato conosciuto anche, per motivi idi sponsorizzazione, come Thyl Gheyselinckstadion, come Fenixstadion e come Cristal Arena.
Il terreno di gioco è stato usato a lungo dal Thor Waterschei e si chiamava André Dumontstadion; dal 1988 al 1990 il club ha giocato nell'impianto utilizzato in precedenza dal Winterslag.

## Allenatori e presidenti
Tutti gli allenatori a partire dal 1988:
- 1988-1989  Ernst Künnecke
- 1990-1991  Paul Theunis
- 1991-1992  Paul Theunis (01 lug.-2 nov.)
 Pier Janssen (2 nov.-30 giu.)
- 1992-1993  Pier Janssen
- 1993-1994  Luka Peruzović
- 1996-1999  Aimé Anthuenis
- 1999-2000  Jos Heyligen (01 lug.-30 gen.)
 Jan Boskamp (31 gen.-30 giu.)
- 2000-2001  Jan Boskamp (01 lug.-31 dic.)
 Pierre Denier (01 gen.-30 giu.)
- 2001-2004  Sef Vergoossen
- 2004-2005  René Vandereycken
- 2005-2007  Hugo Broos
- 2007-2008  Hugo Broos (01 lug.-23 feb.)
 Ronny Van Geneugden (24 feb.-30 giu.)
- 2008-2009  Ronny Van Geneugden (01 lug.-5 mar.)
 Hans Visser,  Pierre Denier (6 mar.-30 giu.)
- 2009-2010  Hein Vanhaezebrouck (01 lug.-30 nov.)
 Frank Vercauteren (4 dic.-30 giu.)
- 2010-2011  Frank Vercauteren (01 lug.-18 sgo.)
 Pierre Denier (18 ago.-29 ago.)
 Mario Been (30 ago.-30 giu.)
- 2011-2013  Mario Been
- 2013-2014  Mario Been (01 lug.-23 feb.)
 Emilio Ferrera (24 feb.-30 giu.)
- 2014-2015  Emilio Ferrera (01 lug.-28 lug.)
 Pierre Denier (29 lug.-21 ago.)
 Alex McLeish (22 ago.-30 giu.)
- 2015-2016  Peter Maes
- 2016-2017  Peter Maes (01 lug.-26 dic.)
 Rudy Cossey (27 dic.-27 dic.)
 Albert Stuivenberg (28 dic.-30 giu.)
- 2017-2018  Albert Stuivenberg (01 lug.-31 dic.)
 Jos Daerden (11 dic.-17 dic.)
 Philippe Clement (18 dic.-30 giu.)
- 2018-2019  Philippe Clement
- 2019-2020  Felice Mazzù (01 lug.-11 nov.)
 Domenico Olivieri (12 nov.-18 nov.)
 Hannes Wolf (19 nov.-30 giu.)
- 2020-2021  Hannes Wolf (01 lug.-15 set.)
 Domenico Olivieri (15 set.-23 set.)
 Jess Thorup (24 set.-1 nov.)
 Domenico Olivieri (6 nov.-7 nov.)
 John van den Brom (8 nov.-30 giu.)
- 2021-2022  John van den Brom (01 lug.-5 dic.)
 Bernd Storck (07 dic.-)

## Calciatori
- Calciatore belga dell'anno
- 1998  Branko Strupar
- 2001  Wesley Sonck

- Capocannonieri del campionato belga
- 1998  Branko Strupar
- 2002  Wesley Sonck
- 2003  Wesley Sonck

## Palmarès

### Competizioni nazionali
- Campionato belga: 4

1998-1999, 2001-2002, 2010-2011, 2018-2019
- Coppa del Belgio: 5

1997-1998, 1999-2000, 2008-2009, 2012-2013, 2020-2021
- Supercoppa del Belgio: 2

2011, 2019
- Tweede klasse: 2

1975-1976, 1977-1978
- Derde klasse: 1

1946-1947 (girone A)

### Altri piazzamenti
- Campionato belga:

Secondo posto: 1997-1998, 2006-2007, 2020-2021, 2022-2023
Terzo posto: 2004-2005, 2011-2012, 2024-2025
- Coppa del Belgio:

Finalista: 2017-2018
Semifinalista: 1980-1981, 1986-1987, 1998-1999, 2001-2002, 2015-2016, 2016-2017, 2024-2025
- Coppa di Lega belga:

Semifinalista: 1998-1999
- Supercoppa del Belgio:

Finalista: 1998, 1999, 2000, 2002, 2009, 2013, 2021
- Tweede klasse:

Secondo posto: 1986-1987, 1989-1990
- Coppa Intertoto UEFA:

Semifinalista: 2004

## Statistiche e record

### Partecipazione ai campionati e ai tornei internazionali

#### Campionati nazionali
Dalla stagione 1988-1989 alla 2025-2026 compresa il club ha ottenuto le seguenti partecipazioni ai campionati nazionali:
| Livello | Categoria                 | Partecipazioni | Debutto   | Ultima stagione | Totale |
| ------- | ------------------------- | -------------- | --------- | --------------- | ------ |
| 1º      | Division I-Pro League     | 36             | 1988-1989 | 2025-2026       | 36     |
| 2º      | Tweede klasse/Division 1B | 3              | 1989-1990 | 1995-1996       | 3      |

#### Tornei internazionali
Il club ha partecipato in tre occasioni alla fase a gruppi della UEFA Champions League finendo però sempre quarto. Ha invece raggiunto i quarti nell'UEFA Europa League 2016-2017.
Alla stagione 2025-2026 il club ha ottenuto le seguenti partecipazioni ai tornei internazionali:
| Categoria                                | Partecipazioni | Debutto   | Ultima stagione |
| ---------------------------------------- | -------------- | --------- | --------------- |
| Coppa dei Campioni/UEFA Champions League | 5              | 1999-2000 | 2019-2020       |
| Coppa delle Coppe                        | 1              | 1998-1999 | 1998-1999       |
| Coppa UEFA/UEFA Europa League            | 9              | 2000-2001 | 2022-2023       |
| UEFA Conference League                   | 4              | 2021-2022 | 2024-2025       |
| Coppa Intertoto                          | 2              | 1997      | 2004            |

### Statistiche individuali
Il giocatore con più presenze nelle competizioni europee è Thomas Buffel a quota 48, mentre il miglior marcatore è Jelle Vossen con 18 gol.

### Statistiche di squadra
A livello internazionale la miglior vittoria è per 5-0, ottenuta in tre occasioni: contro il B36 Tórshavn nella fase a gruppi della Coppa Intertoto UEFA 1997, contro il Duisburg nel primo turno della Coppa delle Coppe 1998-1999 e contro il Fola Esch nel secondo turno preliminare dell'UEFA Europa League 2018-2019; la peggior sconfitta è invece il 7-0 subito dal Valencia nella fase a gruppi della UEFA Champions League 2010-2011.

## Organico

### Rosa 2025-2026
Aggiornata al 28 luglio 2025.
| N. |                          | Ruolo | Calciatore             |
| -- | ------------------------ | ----- | ---------------------- |
| 1  | Belgio (bandiera)        | P     | Hendrik Van Crombrugge |
| 2  | Stati Uniti (bandiera)   | D     | Kayden Pierre          |
| 3  | Spagna (bandiera)        | D     | Mujaid Sadick          |
| 6  | Belgio (bandiera)        | D     | Matte Smets            |
| 7  | Belgio (bandiera)        | C     | Jarne Steuckers        |
| 8  | Belgio (bandiera)        | C     | Bryan Heynen           |
| 9  | Corea del Sud (bandiera) | A     | Oh Hyeon-gyu           |
| 11 | Belgio (bandiera)        | C     | Luca Oyen              |
| 12 | Belgio (bandiera)        | P     | Olivier Vliegen        |
| 14 | Nigeria (bandiera)       | C     | Yira Sor               |
| 17 | Slovacchia (bandiera)    | C     | Patrik Hrošovský       |
| 18 | RD del Congo (bandiera)  | C     | Joris Kayembe          |
| 19 | Ecuador (bandiera)       | D     | Yaimar Medina          |
| 20 | Grecia (bandiera)        | C     | Kōnstantinos Karetsas  |

| N. |                      | Ruolo | Calciatore             |
| -- | -------------------- | ----- | ---------------------- |
| 21 | Guinea (bandiera)    | C     | Ibrahima Sory Bangoura |
| 22 | Belgio (bandiera)    | D     | Brad Manguelle         |
| 23 | Camerun (bandiera)   | A     | Aaron Bibout           |
| 24 | Austria (bandiera)   | C     | Nikolas Sattlberger    |
| 26 | Austria (bandiera)   | P     | Tobias Lawal           |
| 27 | Belgio (bandiera)    | C     | Ken Nkuba              |
| 30 | Giappone (bandiera)  | A     | Ayumu Yokoyama         |
| 32 | Belgio (bandiera)    | C     | Noah Adedeji-Sternberg |
| 34 | Venezuela (bandiera) | D     | Adrián Palacios        |
| 38 | Belgio (bandiera)    | C     | Daan Heymans           |
| 44 | Belgio (bandiera)    | D     | Josué Kongolo          |
| 51 | Belgio (bandiera)    | P     | Lucca Kiaba Brughmans  |
| 77 | Marocco (bandiera)   | D     | Zakaria El Ouahdi      |
| 99 | Nigeria (bandiera)   | A     | Tolu Arokodare         |

### Rosa 2024-25
Aggiornata al 7 febbraio 2025.
| N. |                          | Ruolo | Calciatore             |
| -- | ------------------------ | ----- | ---------------------- |
| 1  | Belgio (bandiera)        | P     | Hendrik Van Crombrugge |
| 2  | Stati Uniti (bandiera)   | D     | Kayden Pierre          |
| 3  | Spagna (bandiera)        | D     | Mujaid Sadick          |
| 6  | Belgio (bandiera)        | D     | Matte Smets            |
| 7  | Ghana (bandiera)         | A     | Christopher Bonsu Bah  |
| 8  | Belgio (bandiera)        | C     | Bryan Heynen           |
| 9  | Corea del Sud (bandiera) | A     | Oh Hyeon-gyu           |
| 11 | Belgio (bandiera)        | C     | Luca Oyen              |
| 12 | Belgio (bandiera)        | P     | Olivier Vliegen        |
| 14 | Nigeria (bandiera)       | C     | Yira Sor               |
| 15 | Belgio (bandiera)        | C     | Thomas Claes           |
| 17 | Slovacchia (bandiera)    | C     | Patrik Hrošovský       |
| 18 | RD del Congo (bandiera)  | C     | Joris Kayembe          |
| 19 | Ecuador (bandiera)       | D     | Yaimar Medina          |

| N. |                      | Ruolo | Calciatore             |
| -- | -------------------- | ----- | ---------------------- |
| 20 | Grecia (bandiera)    | C     | Kōnstantinos Karetsas  |
| 21 | Guinea (bandiera)    | C     | Ibrahima Sory Bangoura |
| 22 | Belgio (bandiera)    | D     | Brad Manguelle         |
| 23 | Belgio (bandiera)    | A     | Jarne Steuckers        |
| 24 | Austria (bandiera)   | C     | Nikolas Sattlberger    |
| 27 | Belgio (bandiera)    | C     | Ken Nkuba              |
| 32 | Belgio (bandiera)    | C     | Noah Adedeji-Sternberg |
| 34 | Venezuela (bandiera) | D     | Adrián Palacios        |
| 39 | Belgio (bandiera)    | P     | Mike Penders           |
| 44 | Belgio (bandiera)    | D     | Josué Kongolo          |
| 51 | Belgio (bandiera)    | P     | Lucca Kiaba Brughmans  |
| 77 | Marocco (bandiera)   | D     | Zakaria El Ouahdi      |
| 99 | Nigeria (bandiera)   | A     | Tolu Arokodare         |

### Rosa 2023-2024
Aggiornata al 30 gennaio 2024.
| N. |                           | Ruolo | Calciatore         |
| -- | ------------------------- | ----- | ------------------ |
| 2  | Stati Uniti (bandiera)    | D     | Mark McKenzie      |
| 3  | Spagna (bandiera)         | D     | Mujaid Sadick      |
| 4  | Costa d'Avorio (bandiera) | C     | Aziz Ouattara      |
| 8  | Belgio (bandiera)         | C     | Bryan Heynen       |
| 9  | Svizzera (bandiera)       | A     | Andi Zeqiri        |
| 14 | Nigeria (bandiera)        | C     | Yira Sor           |
| 15 | Belgio (bandiera)         | C     | Jay-Dee Geusens    |
| 17 | Slovacchia (bandiera)     | C     | Patrik Hrošovský   |
| 19 | Belgio (bandiera)         | C     | Anouar Ait El Hadj |
| 20 | Tanzania (bandiera)       | A     | Kelvin John        |
| 22 | Ucraina (bandiera)        | D     | Eduard Sobol'      |
| 24 | Belgio (bandiera)         | C     | Luca Oyen          |

| N. |                      | Ruolo | Calciatore            |
| -- | -------------------- | ----- | --------------------- |
| 25 | Argentina (bandiera) | C     | Matías Galarza        |
| 26 | Belgio (bandiera)    | P     | Maarten Vandevoordt   |
| 27 | Belgio (bandiera)    | D     | Matisse Didden        |
| 28 | Ghana (bandiera)     | C     | Joseph Paintsil       |
| 30 | Belgio (bandiera)    | P     | Vic Chambaere         |
| 34 | Marocco (bandiera)   | C     | Bilal El Khannouss    |
| 40 | Belgio (bandiera)    | P     | Tobe Leysen           |
| 46 | Colombia (bandiera)  | D     | Carlos Cuesta         |
| 48 | Belgio (bandiera)    | D     | Adnane Abid           |
| 77 | Marocco (bandiera)   | D     | Zakaria El Ouahdi     |
| 78 | Belgio (bandiera)    | C     | Kōnstantinos Karetsas |
| 99 | Nigeria (bandiera)   | A     | Tolu Arokodare        |

### Rosa 2022-2023
Aggiornata al 13 marzo 2023.
| N. |                           | Ruolo | Calciatore               |
| -- | ------------------------- | ----- | ------------------------ |
| 2  | Stati Uniti (bandiera)    | D     | Mark McKenzie            |
| 3  | Spagna (bandiera)         | D     | Mujaid Sadick            |
| 4  | Costa d'Avorio (bandiera) | C     | Aziz Ouattara            |
| 5  | Messico (bandiera)        | D     | Gerardo Arteaga          |
| 8  | Belgio (bandiera)         | C     | Bryan Heynen             |
| 10 | Argentina (bandiera)      | C     | Nicolás Castro           |
| 11 | Belgio (bandiera)         | A     | Mike Trésor Ndayishimiye |
| 14 | Nigeria (bandiera)        | C     | Yira Sor                 |
| 15 | Belgio (bandiera)         | C     | Jay-Dee Geusens          |
| 17 | Slovacchia (bandiera)     | C     | Patrik Hrošovský         |
| 19 | Belgio (bandiera)         | C     | Anouar Ait El Hadj       |
| 20 | Tanzania (bandiera)       | A     | Kelvin John              |
| 23 | Colombia (bandiera)       | D     | Daniel Muñoz             |

| N. |                           | Ruolo | Calciatore          |
| -- | ------------------------- | ----- | ------------------- |
| 24 | Belgio (bandiera)         | C     | Luca Oyen           |
| 25 | Argentina (bandiera)      | C     | Matías Galarza      |
| 26 | Belgio (bandiera)         | P     | Maarten Vandevoordt |
| 27 | Belgio (bandiera)         | D     | Matisse Didden      |
| 28 | Ghana (bandiera)          | C     | Joseph Paintsil     |
| 30 | Belgio (bandiera)         | P     | Vic Chambaere       |
| 34 | Marocco (bandiera)        | C     | Bilal El Khannouss  |
| 40 | Belgio (bandiera)         | P     | Tobe Leysen         |
| 46 | Colombia (bandiera)       | D     | Carlos Cuesta       |
| 48 | Belgio (bandiera)         | D     | Adnane Abid         |
| 77 | Ecuador (bandiera)        | D     | Angelo Preciado     |
| 99 | Nigeria (bandiera)        | A     | Tolu Arokodare      |
|    | Costa d'Avorio (bandiera) | C     | Kouassi Eboue       |

### Rosa 2021-2022
Aggiornata al 15 dicembre 2021.
| N. |                        | Ruolo | Calciatore               |
| -- | ---------------------- | ----- | ------------------------ |
| 2  | Stati Uniti (bandiera) | D     | Mark McKenzie            |
| 3  | Spagna (bandiera)      | D     | Mujaid Sadick            |
| 5  | Messico (bandiera)     | D     | Gerardo Arteaga          |
| 7  | Belgio (bandiera)      | D     | Daan Dierckx             |
| 8  | Belgio (bandiera)      | C     | Bryan Heynen             |
| 11 | Belgio (bandiera)      | A     | Mike Trésor Ndayishimiye |
| 15 | Belgio (bandiera)      | C     | Jay-Dee Geusens          |
| 16 | Tanzania (bandiera)    | C     | Mbwana Samatta           |
| 17 | Slovacchia (bandiera)  | C     | Patrik Hrošovský         |
| 23 | Colombia (bandiera)    | D     | Daniel Muñoz             |

| N. |                     | Ruolo | Calciatore          |
| -- | ------------------- | ----- | ------------------- |
| 24 | Belgio (bandiera)   | C     | Luca Oyen           |
| 25 | Belgio (bandiera)   | D     | Tuur Rommens        |
| 26 | Belgio (bandiera)   | P     | Maarten Vandevoordt |
| 28 | Ghana (bandiera)    | C     | Joseph Paintsil     |
| 30 | Belgio (bandiera)   | P     | Vic Chambaere       |
| 35 | Ungheria (bandiera) | A     | András Németh       |
| 40 | Belgio (bandiera)   | P     | Tobe Leysen         |
| 46 | Colombia (bandiera) | D     | Carlos Cuesta       |
| 77 | Ecuador (bandiera)  | D     | Angelo Preciado     |